# Bob Kieffer
Bob Kieffer (* 28. Juli 1978) ist ein luxemburgischer Autor, Beamter, Kabinettschef von Finanzminister Pierre Gramegna und seit dem 1. Juli 2019 Vorsitzender des luxemburgischen Schatzamts.
Bevor Kieffer 2014 in den Staatsdienst eingetreten ist, war er als Bankangestellter in verschiedenen Führungspositionen bei BGL BNP Paribas. Er ist Mitglied im Aufsichtsrat der luxemburgischen Börse.
2015 wurde Kieffers erstes literarisches Werk mit dem Titel "Roswell" im Kremart Verlag veröffentlicht.